# 予防原則
予防原則（よぼうげんそく）とは、化学物質や遺伝子組換えなどの新技術などに対して、環境に重大かつ不可逆的な影響を及ぼす仮説上の恐れがある場合、科学的に因果関係が十分証明されない状況でも、規制措置を可能にする制度や考え方のこと。1990年頃から欧米を中心に取り入れられてきた概念であるが、「疑わしいものはすべて禁止」といった極論に理解される場合もあり、行政機関などはこの言葉の使用に慎重である。予防措置原則とも言う。欧州では、この概念を食品安全など人の健康全般に関する分野にも拡大適用しはじめたが、他の国・地域では必ずしも受け入れられていない。

## 歴史と概要
「予防原則（Vorsorgeprinzip）」の語は1970年代からドイツで使われ始めた。「予防措置（precautionary measure）」の語は、国際的には、オゾン層の保護のためのウィーン条約（1985）、モントリオール議定書（1987）などにあらわれている。
欧州連合では、1992年のマーストリヒト条約で環境政策上の基本原理として「予防原則（precautionary principle）」の概念が導入されたが、その具体的な定義はされていない。2002年の欧州食品法典（Regulation (EC) 178/2002）では、「公衆衛生上の決定を行う必要があるが、当該リスクに関する科学的情報が不完全である場合に、危険管理者に与えられたひとつの選択肢」と定義されている。
また、1992年の環境と開発に関する国際連合会議（UNCED）リオデジャネイロ宣言の第15原則には、以下のようにまとめられた。
その後の各種の国際条約や、各国内の法規制にその考えがとり入れられてきているが、国際的には、単純な「疑わしきは罰す」論と区別するため、「予防原則」とは区別して「予防的取組（precautionary approach）」と表現されることが多い。
2002年のヨハネスブルクサミットでも、実施計画の中の化学物質などに関する文言について、EUは「予防原則」の語を使用すべきと提案したが、日米の提案により、リオ宣言の「予防的取組」を使用した。なお、EUにおいても「予防原則」の語を用いているものの、できるかぎり総合的な科学的評価と「許容可能」なリスク水準を考慮して判断を行うべきとする考えも公表しており、単純な「疑わしきは罰す」ではない。

## ウィングスプレッド会議
アメリカ合衆国ウィスコンシン州ラシーンのウィングスプレッド会議センターで開催されている環境問題に関する研究者・環境活動家などの会議。予防原則の考え方については、1998年1月23日から25日まで開かれた第7回ウィングスプレッド会議で確認され、ウイングスプレッド宣言として発表され、これが予防原則の定義とされることもある。やや「疑わしきは罰す」側に寄り、また供給者側に挙証責任があるとの考えなどを示している。